# Pfarrkirche Don Bosco (Großfeldsiedlung)

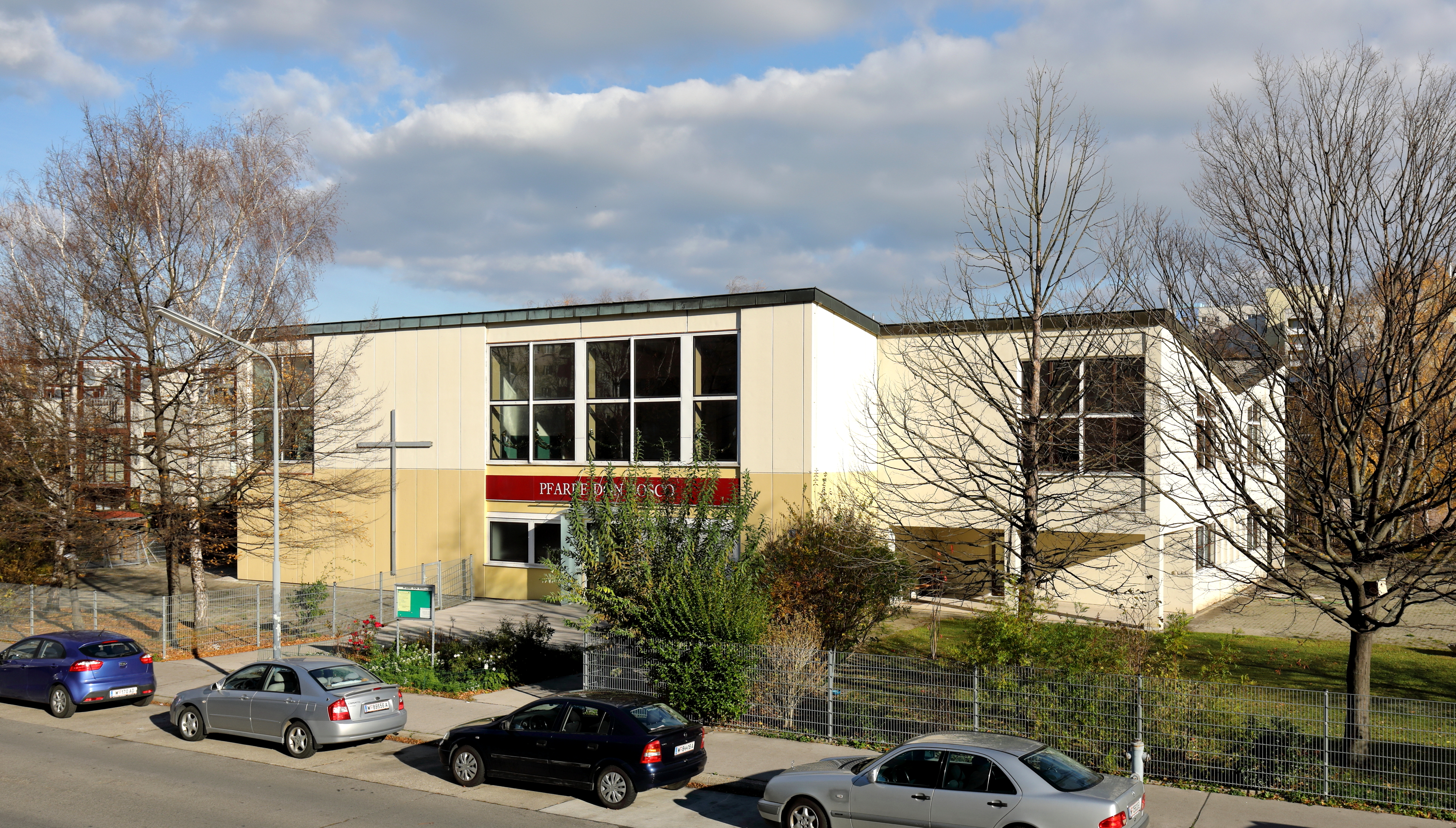
Westansicht der Pfarrkirche mit dem südseitig angebauten Pfarrzentrum

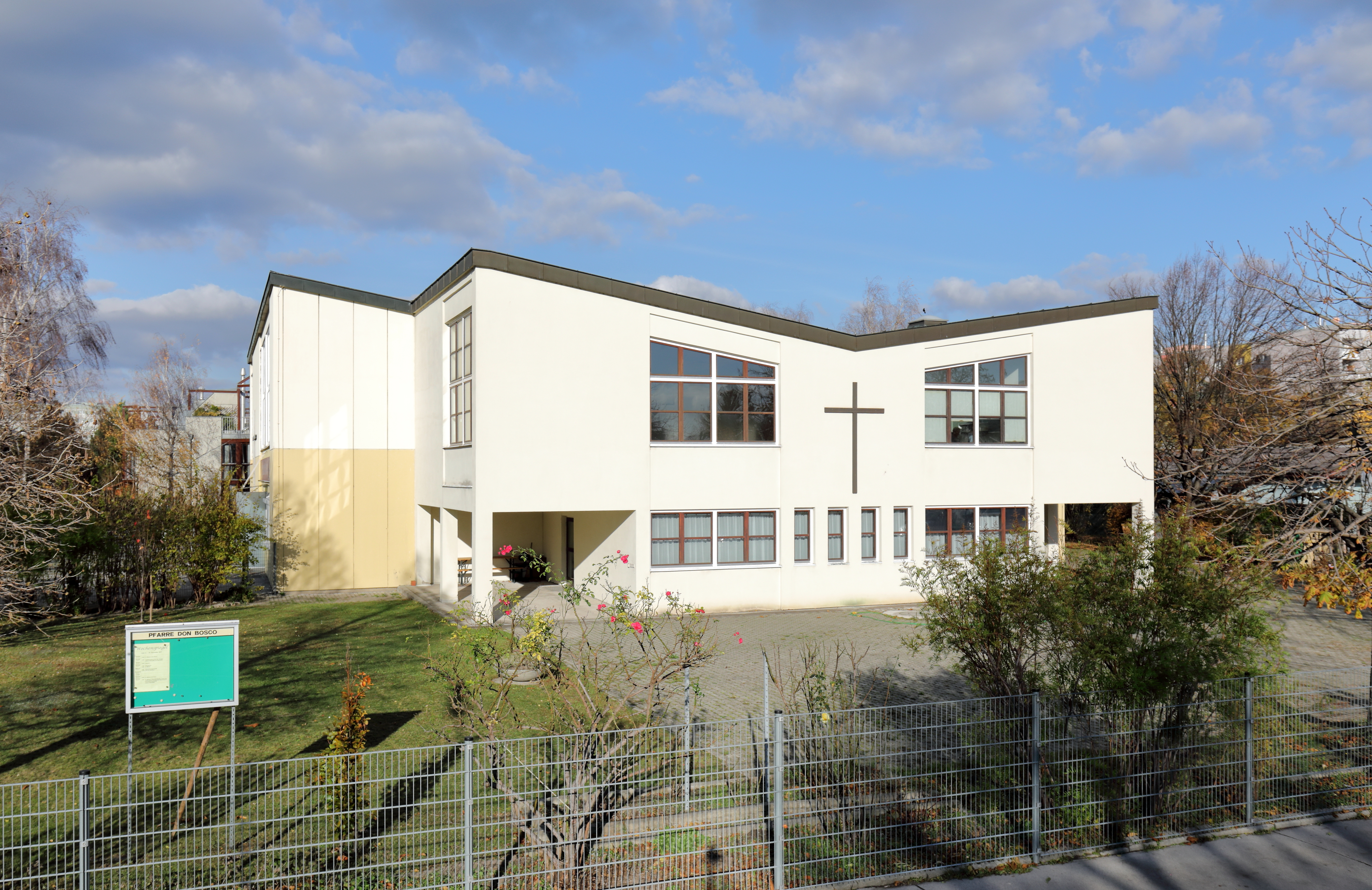
Südansicht der Pfarrkirche Don Bosko mit dem davor angebauten Pfarrzentrum

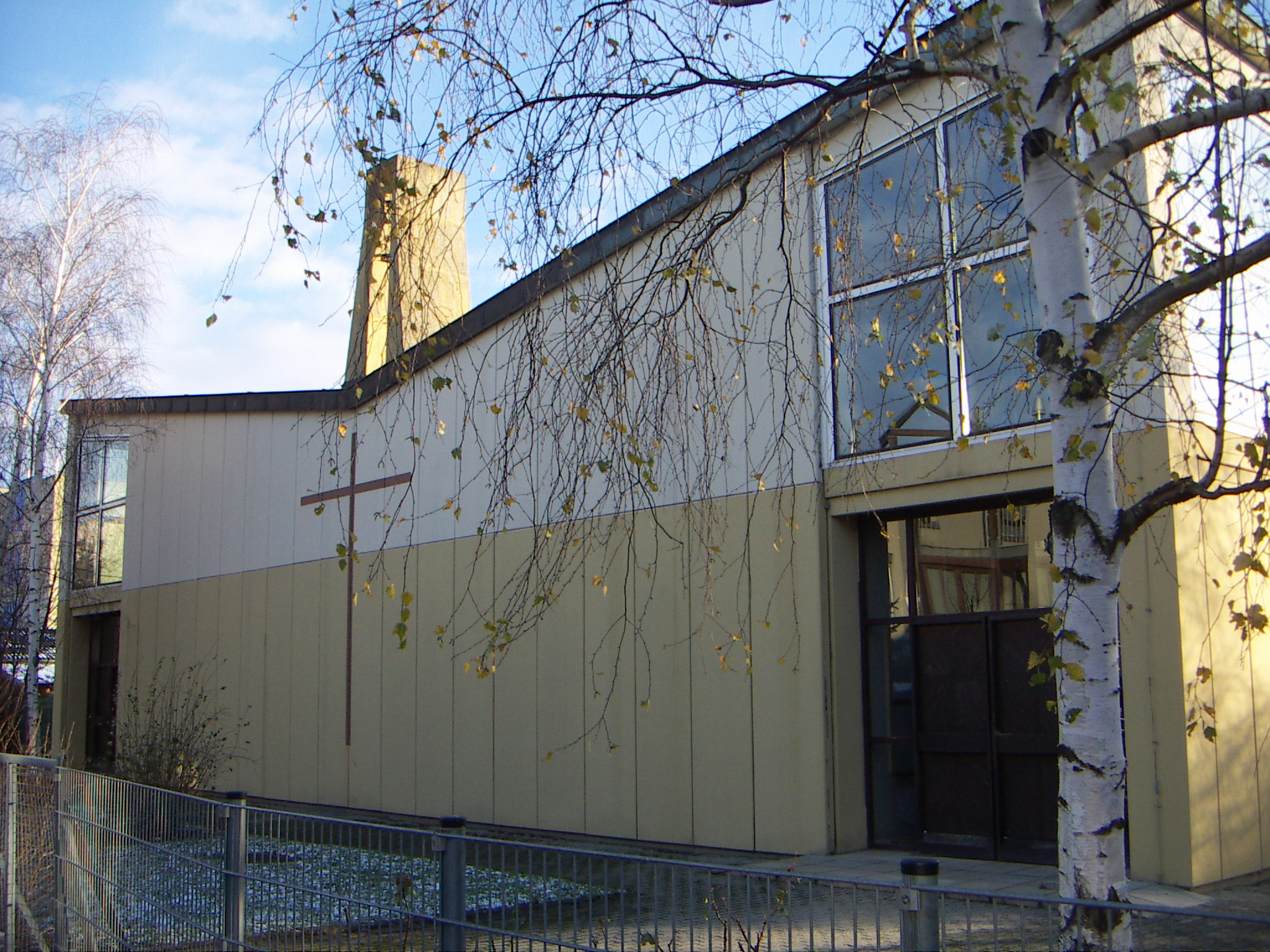
Nordansicht der Pfarrkirche

Die Filialkirche Don Bosco ist eine römisch-katholische Filialkirche im Stadtteil Großfeldsiedlung im Bezirksteil Leopoldau des 21. Wiener Gemeindebezirks Floridsdorf und dem heiligen Johannes Bosco geweiht.

## Geschichte
Im Zuge der Stadterweiterung Floridsdorfs durch die Großfeldsiedlung genannte kommunale Stadtrandsiedlung für über 20.000 Einwohner wurde die von Clemens Holzmeister entworfene Pfarrkirche von 1970 bis 1971 in der Herzmanovsky-Orlando-Gasse 16 im Osten der Siedlung errichtet. Die feierliche Konsekration erfolgte am 28. November 1971 durch Bischof Franz Jachym.
Am 1. Jänner 2024 wurde die Pfarre Don Bosco aufgehoben. Die ehemalige Pfarrkirche Don Bosco ist seither eine Filialkirche der Pfarre Der Weg Jesu und die Kirche der Teilgemeinde Don Bosco.

## Beschreibung
Kirche und Pfarrzentrum bilden architektonisch eine Einheit. Das schlichte Äußere des Sakralbaues mit Grabendach weist auf eine funktionale Gestaltung hin. Südseitig davon sind die Pfarrräume untergebracht. Der Innenraum ist querrechteckig und hat eine zentrale Altarposition mit umgebenden Kirchenbänken. Rechts vom Altarbereich befindet sich die Werktagskapelle und gegenüber linksseitig die Taufkapelle.